# 잉바르 캄프라드

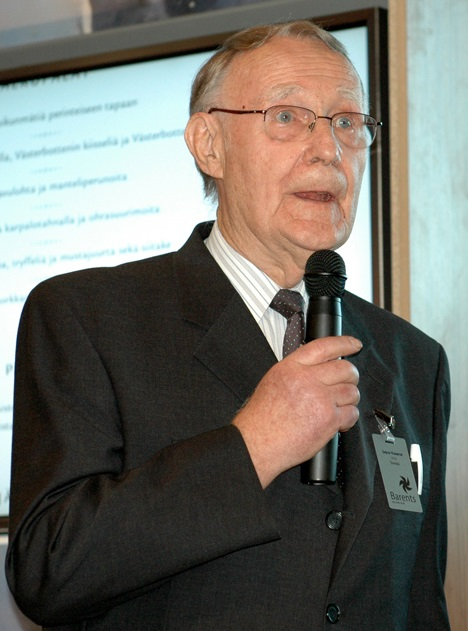
잉바르 캄프라드 (2010년 6월)

잉바르 페오도르 캄프라드(스웨덴어: Feodor Ingvar Kamprad, 1926년 3월 30일 ~ 2018년 1월 27일) 또는 잉그바르 캄프라드는 스웨덴의 기업인으로, 1943년 이케아(IKEA)를 창업했다. 2011년 세계에서 162번째로 부자인 것으로 조사되었다.
스웨덴의 작가 아스브링크 엘리자베스(Asbrink Elisabeth)는 지난 2011년 발간한 책에서 잉바르 캄프라드가 나치에 단순히 영향받은 수준이 아니라 직접적으로 가담했으며, 전쟁이 끝난 후에도 나치 인사들의 동조자로 남아 있었다고 고발했다.
캄프라드는 나치 가담이 단순실수인 것처럼 해명했지만, 아스브링크는 그녀의 책에서 캄프라드가 나치 모임인 SSS(Sweden's Socialist Union)에서 신입 당원을 모집하는 일을 맡는 등 실수가 아닌 진심에서 우러난 것이었다고 지적했다. 나아가 전쟁이 끝난 후인 1950년 치러진 결혼식에 나치로 분류되는 극우주의자 엥그달(Per Engdahl)을 초청했으며, 2010년 진행한 인터뷰에서는 그를 '위대한 사람'이라고 표현하기도 했다고 폭로했다. 그가 단순한 나치 추종자가 아니었음을 드러내는 증거는 또 있다. 아스브링크는 캄프라드가 나치 활동 때문에 1943년 스웨덴 비밀경찰에 요주의 인물로 꼽히기도 했다고 밝혔다. 1943년은 이케아가 창립된 해이기도 하다.

## 유년시절
잉그바르 캄프라드는 1926년, 스웨덴 아군나리드(Agunnaryd)의 엘름타리드(Elmtaryd)라는 농장에서 태어났다. 그는 5살 때 고모의 도움을 받아 스톡홀롬의 한 가게에서 구입한 성냥 100갑을 자신의 고향에서 팔아 마진을 남길 정도로 어릴때부터 사업가의 기질이 보였다. 12살 때는 우유 배달 트럭을 얻어 타고 다니면서 펜과 지갑등의 값싼 물건들을 팔기도 했다. 14살 때는 자전거를 타고 다니면서 직접 잡은 생선, 시계, 크리스마스 카드, 펜 등을 팔았다. 이런식으로 돈을 모은 캄프라드는 1943년에 이케아를 설립했다. 처음에는 가구가 아닌 양말, 넥타이, 액자, 시계 등 생필품 위주로 카탈로그를 이루며 판매했으며 1948년부터 수공예로 제작한 가구도 판매하기 시작했다. 1951년에는 전격적으로 가구만을 판매하기 시작했다. 1953년에는 알름훌트(Almhult)라는 작은 마을에 오늘날의 이케아 매장과 유사한 전시 매장(Showroom)을 열었으며 이것이 이케아의 첫번째 매장이다.

## 생활
잉그바르 캄프라드는 출장 시 이코노미 클레스를 타고, 30년 이상 같은 의자를 쓰는 등 매우 검소한 것으로 알려져 있다.
캄프라드는 난독증 환자이다. 때문에 평소 제품 코드를 읽는 데 어려움이 있었던 그는 가구 제품에 특정 장소나 사람 이름을 지어 보다 쉽게 상품을 분류하고자 했으며 소비자들도 제품 이름을 쉽게 인지할 수 있게 되었다. 예를 들어 이케아에서 가장 잘 팔리는 상품 중 하나인 책장의 상품명은 '빌리(Billy)'다.

## 다윗과 골리앗
말콤 글레드웰은 다윗과 골리앗에서 입지전적인 인물 중 하나로 잉바르 캄프라드를 소개하고 있다. 글레드웰은 창의성, 끈기, 남의 시선을 전혀 의식하지 않는 고집 등 3가지 요소가 캄프라드의 성공을 이끌었다고 말한다. 책은 '바람직한 역경' 부분에서 개인적인 불행이 어떻게 성공에 직접적으로 기여하는 가를 다룬다. 난독증, 가난, 편부모 가정과 같은 환경이 대다수에게는 실패의 원인으로 작용하지만 몇몇에게는 불굴의 끈기, 협상력 등을 기를 수 있는 기회가 된다는 것이다. 글레드웰은 난독증이 있지만 성공한 인물의 사례로 잉바르 캄프라드를 다룬다.

## 같이 보기
- 일리스 룬드그렌